# Dominik Kopeć
Dominik Kopeć (ur. 5 marca 1995 w Łuszczaczu) – polski lekkoatleta, specjalizujący się w biegach sprinterskich.

## Kariera sportowa
Zdobył brązowy medal w sztafecie 4 × 100 metrów na mistrzostwach Europy w 2022 w Monachium (razem z nim biegli: Adrian Brzeziński, Przemysław Słowikowski i Patryk Wykrota).
Wszedł w skład polskiej sztafety 4 × 100 metrów, która odpadła w eliminacjach mistrzostw świata juniorów w Eugene (2014). W 2015 zajął 5. miejsce na dystansie 100 metrów podczas młodzieżowego czempionatu Europy w Tallinnie.
Reprezentant kraju na World Athletics Relays oraz drużynowych mistrzostwach Europy.
Mistrz Polski na dystansie 100 i 200 metrów z 2018 i 2019 oraz w biegu na 100 m w 2021, 2022, 2023 i 2024. Halowy mistrz Polski w biegu na 60 metrów (2022 i 2023).
Zdobywał złoto młodzieżowych mistrzostw Polski (2016). Złoty medalista juniorskich mistrzostw Polski w biegu na 100 (2013, 2014) i 200 metrów (2014).

## Osiągnięcia
| Rok  | Impreza                                 | Miejsce   | Konkurencja        | Lokata      | Wynik |
| ---- | --------------------------------------- | --------- | ------------------ | ----------- | ----- |
| 2014 | Mistrzostwa świata juniorów             | Eugene    | sztafeta 4 × 100 m | eliminacje  | 40,68 |
| 2015 | Młodzieżowe mistrzostwa Europy          | Tallinn   | bieg na 100 m      | 5. miejsce  | 10,50 |
| 2015 | Młodzieżowe mistrzostwa Europy          | Tallinn   | sztafeta 4 × 100 m | eliminacje  | DQ    |
| 2017 | IAAF World Relays                       | Nassau    | sztafeta 4 × 100 m | eliminacje  | 39,84 |
| 2017 | Superliga drużynowych mistrzostw Europy | Lille     | bieg na 100 m      | eliminacje  | 10,70 |
| 2017 | Superliga drużynowych mistrzostw Europy | Lille     | sztafeta 4 × 100 m | 7. miejsce  | 39,21 |
| 2017 | Młodzieżowe mistrzostwa Europy          | Bydgoszcz | bieg na 100 m      | półfinał    | 10,57 |
| 2017 | Młodzieżowe mistrzostwa Europy          | Bydgoszcz | sztafeta 4 × 100 m | 6. miejsce  | 40,11 |
| 2018 | Mistrzostwa Europy                      | Berlin    | bieg na 100 m      | półfinał    | 10,29 |
| 2018 | Mistrzostwa Europy                      | Berlin    | sztafeta 4 × 100 m | eliminacje  | DQ    |
| 2019 | IAAF World Relays                       | Jokohama  | sztafeta 4 × 100 m | eliminacje  | DNF   |
| 2019 | Superliga drużynowych mistrzostw Europy | Bydgoszcz | bieg na 100 m      | 2. miejsce  | 10,37 |
| 2019 | Superliga drużynowych mistrzostw Europy | Bydgoszcz | sztafeta 4 × 100 m | 3. miejsce  | 39,20 |
| 2021 | World Athletics Relays                  | Chorzów   | sztafeta 4 × 100 m | eliminacje  | 39,34 |
| 2021 | World Athletics Relays                  | Chorzów   | sztafeta 4 × 200 m | –           | DQ    |
| 2022 | Mistrzostwa Europy                      | Monachium | bieg na 100 m      | półfinał    | 10,23 |
| 2022 | Mistrzostwa Europy                      | Monachium | sztafeta 4 × 100 m | 3. miejsce  | 38,15 |
| 2023 | Halowe mistrzostwa Europy               | Stambuł   | bieg na 60 m       | 4. miejsce  | 6,53  |
| 2023 | I dywizja drużynowych mistrzostw Europy | Chorzów   | bieg na 100 m      | 4. miejsce  | 10,21 |
| 2023 | I dywizja drużynowych mistrzostw Europy | Chorzów   | sztafeta 4 × 100 m | 5. miejsce  | 38,94 |
| 2023 | Mistrzostwa świata                      | Budapeszt | bieg na 100 m      | półfinał    | 10,15 |
| 2023 | Mistrzostwa świata                      | Budapeszt | sztafeta 4 × 100 m | –           | DNF   |
| 2025 | World Athletics Relays                  | Kanton    | sztafeta 4 × 100 m | –           | DNF   |
| 2025 | I dywizja drużynowych mistrzostw Europy | Madryt    | sztafeta 4 × 100 m | 12. miejsce | 39,29 |

## Rekordy życiowe
- Bieg na 60 metrów (hala) – 6,53 s. (4 marca 2023, Stambuł) – 2. wynik w historii polskiego sprintu
- Bieg na 100 metrów – 10,05 s. (17 czerwca 2023, Dessau-Roßlau) – 2. wynik w historii polskiego sprintu[3]
- Bieg na 200 metrów – 20,59 s. (15 sierpnia 2018, Szczecin) – 8. wynik w historii polskiego sprintu[3]
- Bieg na 200 metrów (hala) – 21,17 s. (18 lutego 2018, Toruń)